# Graham Dilley
Graham Dilley (Dartford, 18 mei 1959 - Leicester, 5 oktober 2011) was een Engels cricketer. 
Zijn specialiteit was fast-bowling. Hij speelde first-class cricket voor de graafschappen Kent en Worcestershire. 
Hij speelde in 41 testcricketwedstrijden en 36 One Day Internationals voor het Engelse cricketteam.